# Phthiria pubescens
Phthiria pubescens är en tvåvingeart som beskrevs av Mario Bezzi 1921. Phthiria pubescens ingår i släktet Phthiria och familjen svävflugor. Inga underarter finns listade i Catalogue of Life.